# Béloie Ózero (Kurgan)
|  | Per a altres significats, vegeu «Béloie Ózero». |

Béloie Ózero (en rus: Белое Озеро) és un poble de l'óblast de Kurgan, a Rússia, que en el cens del 2010 tenia 380 habitants. Pertany al districte de Safakúlevo.